# Carlos Knight
Carlos Knight (22 ottobre 1993) è un attore statunitense.
È conosciuto per aver doppiato la voce del Diesel in Fred; e di aver interpretato Owen Reynolds 
nella serie Super Ninja.

## Filmografia
- The Man from Earth - Holocene, regia di Richard Schenkman (2017)